# برگن (شهرستان ماراتون، ویسکانسین)
برگن (به انگلیسی: Bergen) یک منطقهٔ مسکونی در ایالات متحده آمریکا است که در شهرستان ماراتون، ویسکانسین واقع شده‌است. برگن ۹۰٫۱ کیلومتر مربع مساحت و ۶۴۱ نفر جمعیت دارد و ۳۵۰ متر بالاتر از سطح دریا واقع شده‌است.